# Platynocera
Platynocera is een geslacht van kevers uit de familie bladkevers (Chrysomelidae).
De wetenschappelijke naam van het geslacht werd in 1846 gepubliceerd door Charles Émile Blanchard.

## Soorten
- Platynocera anicohi (Bechyne & Bechyne, 1961)
- Platynocera glabra (Blake, 1936)
- Platynocera murina (Blanchard, 1846)
- Platynocera peruviana (Bechyne, 1956)